# حارث بن حلزه یشکری
حارث بن حلزه یشکری فرزند ربیعة (... - ۴۱ هـ = … - ۶۶۱ م). نام کامل وی: ( الحارث بن ظلیم بن حلزّة الیشکری البکری ). از قبیلهٔ بکر بن وائل، «حارث بن حلزه» به قوم و قبیلهٔ خویش اعتزاز بسیار داست، و هنگامی که نزد حاکم حیره عمرو بن هند برای واسطه جویی برای پایان دادن خلاف مابین بکر و تغلب رفته بودند، سربرستی بکری‌ها وی را عهده‌دار بود. «الحارث بن حلزة» معلقهٔ مشهور خودرا در حضور عمرو بن هند پادشاه حیره قرائت نمود.
وی از شاعران عرب جاهلی است. وی از فحول شعرای عرب ویکی از «اصحاب معلقات سبعه» است. «حارث بن حلزه» در سال ۵۸۰ م، یعنی در اواخر قرن ششم میلادی در گذشته‌است.
- این چند بیت از مطلعهٔ معلقهٔ مشهور «حارث بن حلزه الیشکری» که به معلقهٔ (آذَنَتْنا ببَیْنهِا أَسْمَاءُ) معروف است:

مطلع معلقه
| آذَنَتْنا ببَیْنهِا أَسْمَاءُ        |  | ربَّ ثَاوٍ یُمَلُّ مِنْهُ اُلْثَّوَاءُ      |
| عَهْدٍ لَنَا بِبُرْقَةِ شَمّاءَ         |  | فَأَدْنَی دِیَارِهَا اٌلْخَلْصاءُ       |
| فالصِّفاحُ فَأَعْناقُ             |  | فِتَاقٍ فَعادِبٌ فَالْوَفَاءُ         |
| فَرِیاضُ اُلْقَطَا فأوْدِیَةُ الشُّرْ    |  | بُبِ فالشُّعْبَتَانِ فالأَبْلاءُ      |
| لا أری مَنْ عَهِدْتُ فیهَا فأبکی  |  | اٌلْیَوْمَ دَلْهاً وَمَا یُحِیرُ اُلْبُکَاء |
| وَبِعَیْنَیْکَ أَوْقَدَتْ هِنْدٌ اُلْنَّارَ    |  | أَخِیراً تُلْوِی بِها اُلْعَلْیَاءُ     |
| فَتَنَوَّرتُ نَارَهَا مِن بَعِیدٍ       |  | بِخَزَازی هَیهَاتَ مِنکَ الصَّلاءُ    |
| أَوقَدتها بَینَ العَقِیقِ فَشَخصَینِ  |  | بِعُودٍ کَمَا یَلُوحُ الضِیاءُ       |
| غَیرَ أَنِّی قَد أَستَعِینُ علی الهم |  | إِذَا خَفَّ بِالثَّوِیِّ النَجَاءُ       |
| بِزَفُوفٍ کَأَنَّها هِقَلةٌ           |  | أُمُّ رِئَالٍ دَوِیَّةٌ سَقْفَاءُ         |
| آنَسَت نَبأَةً وأَفْزَعَها القَنَّاصُ   |  | عَصراً وَقَد دَنَا الإِمْسَاءُ       |
| فَتَرَی خَلْفَها مِنَ الرَّجعِ        |  | وَالوَقْعِ مَنِیناً کَأَنَّهُ إِهْبَاء    |
| وَطِرَاقاً مِن خَلفِهِنَّ طِرَاقٌ       |  | سَاقِطَاتٌ أَلوَتْ بِهَا الصَحرَاءُ    |
| أَتَلَهَّی بِهَا الهَوَاجِرَ إِذ کُلُّ    |  | ابنَ هَمٍّ بَلِیَّةٌ عَمیَاءُ          |
| وأَتَانَا مِنَ الحَوَادِثِ والأَنبَاءِ |  | خَطبٌ نُعنَی بِهِ وَنُسَاءُ          |

## معلقه
معلقهٔ «حارث بن حلزه» شامل ۸۵ بیت است، که مابین سال‌های (۵۵۴ و۵۶۹) میلادی به نظم آورده‌است. در سال ۱۸۲۰ میلادی برای أولین بار در چاپخانهٔ اکسفور به چاپ رسیده‌است. و در سال ۱۸۲۷ میلادی در پونه به زیر چاپ رفته‌است. این معلقه به زبان‌های لاتینی و فرانسوی ترجمه شده‌است.